# Rottier (Drôme)
Rottier is een gemeente in het Franse departement Drôme (regio Auvergne-Rhône-Alpes) en telt 30 inwoners (2009). De plaats maakt deel uit van het arrondissement Die.

## Geografie
De oppervlakte van Rottier bedraagt 8,5 km², de bevolkingsdichtheid is dus 3,5 inwoners per km².

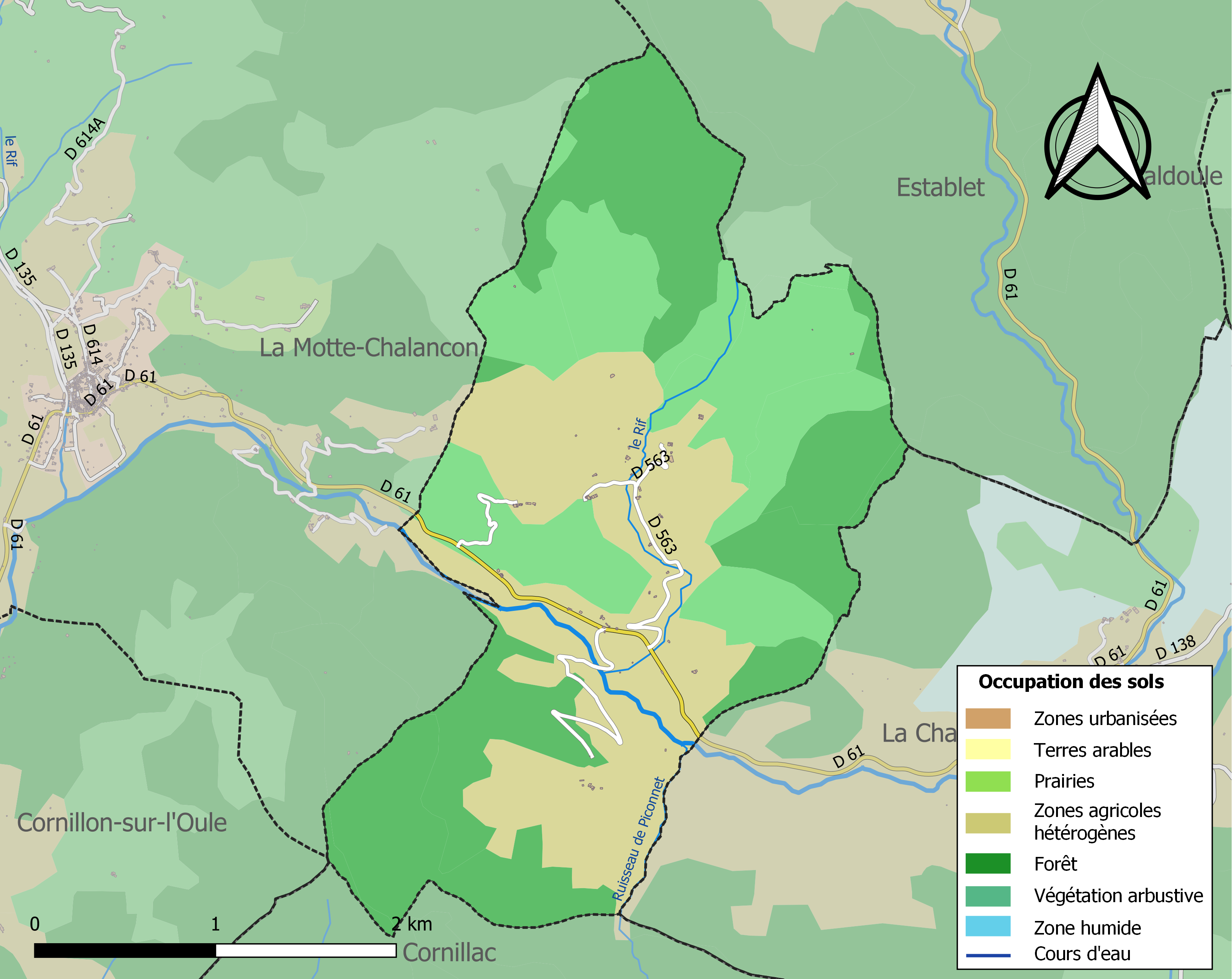
Kaart van de gemeente met belangrijkste infrastructuur, bodemgebruik en omliggende gemeenten

## Demografie
Onderstaande figuur toont het verloop van het inwonertal (bron: INSEE-tellingen).